# Sings for Broadside
Albums de Phil Ochs
Gunfight at Carnegie Hall
(1975) A Toast to Those Who Are Gone
(1986)
Sings for Broadside est un album de Phil Ochs sorti en 1976. Ce dixième volume de la série « Broadside Ballads » reprend l'intégralité d'un concert d'octobre 1974 en faveur de la candidature de Ramsey Clark au Sénat des États-Unis, et inclut également diverses démos enregistrées par Ochs pour le magazine Broadside au cours de sa carrière. Il inclut trois nouvelles chansons : United Fruit, On Her Hand a Golden Ring et What Are You Fighting For.

## Titres
Toutes les chansons sont de Phil Ochs.

### Face 1
1. Pleasures of the Harbor – 4:12
2. That's What I Want to Hear – 3:10
3. I'm Gonna Say It Now – 1:58
4. Changes – 4:21
5. On Her Hand a Golden Ring – 2:40
6. Days of Decision – 3:11
7. Santo Domingo – 4:35

### Face 2
1. United Fruit – 3:04
2. Crucifixion – 6:17
3. Outside of a Small Circle of Friends – 3:14
4. What Are You Fighting For – 3:30
5. Ringing of Revolution – 5:28